# Bucky Irving
Mar'Keise Irving, detto Bucky (Chicago, 19 agosto 2002), è un giocatore di football americano statunitense che milita nel ruolo di running back per i Tampa Bay Buccaneers della National Football League (NFL).

## Carriera universitaria
Nella sua prima stagione a Minnesota nel 2021, Irving corse 133 volte per 699 yard e 4 touchdown. A fine anno decise di trasferirsi a Oregon. Nel primo anno con i Ducks guadagnò 1.357 yard dalla linea di scrimmage e segnò complessivamente 13 touchdown. Nel 2023 corse 1.180 yard e segnò 11 marcature in 186 possessi. Inoltre ricevette 56 passaggi per 413 yard e altri 2 touchdown. A fine stagione fu inserito nella formazione ideale della Pac-12 Conference.

## Carriera professionistica

### Tampa Bay Buccaneers
Irving fu scelto nel corso del quarto giro (125º assoluto) del Draft NFL 2024 dai Tampa Bay Buccaneers. Nel terzo turno guidò la squadra con 70 yard corse nella sconfitta contro i Denver Broncos. La settimana successiva segnò il suo primo touchdown su corsa nella vittoria sui Philadelphia Eagles. Nella settimana 12 guadagnò 151 yard dalla linea di scrimmage e segnò un touchdown nella vittoria per 30-7 sui New York Giants. Sette giorni dopo ebbe un massimo stagionale di 24 corse per 152 yard e un touchdown nella vittoria ai tempi supplementari contro i Carolina Panthers. Per questa prestazione fu premiato come miglior giocatore offensivo della NFC della settimana. Nel quindicesimo turno corse 117 yard nella vittoria sui Los Angeles Chargers. Nel penultimo turno corse 113 yard e ne ricevette 77 nella vittoria per 48-14 sui Panthers. Chiuse la stagione al decimo posto nella NFL con 1.122 yard corse, oltre a 8 touchdown, venendo inserito nella formazione ideale dei rookie dalla Pro Football Writers of America.

## Palmarès
- Giocatore offensivo della NFC della settimana: 1

13ª del 2024
- PFWA All-Rookie Team - 2024